# Raionul Fastiv (pre-2020), Kiev
Fastiv (în ucraineană Фастівський район, transliterat: Fastivskîi raion) este un raion în regiunea Kiev, Ucraina. Reședința sa este orașul regional Fastiv, care nu aparține raionului.

## Demografie
Componența lingvistică a raionului Fastiv
     Ucraineană (96,15%)
     Rusă (3,28%)
     Alte limbi (0,24%)
Conform recensământului din 2001, majoritatea populației raionului Fastiv era vorbitoare de ucraineană (96,15%), existând în minoritate și vorbitori de rusă (3,28%).